# Myriam Seco
Myriam Seco Álvarez (Sevilla, 28 de junio de 1967) es una arqueóloga y egiptóloga española. Destacado referente entre profesionales de la egiptología, autora de varios libros de referencia y responsable de excavaciones en Oriente Medio y Egipto. Ha conseguido poner en marcha importantes proyectos arqueológicos y dirigirlos a buen puerto. Entre ellos, cabe citar al de la excavación y restauración del templo de Millones de Años del faraón Tutmosis III (siglo XV a. C.).  
La llamada Indiana Jones española  cuenta con una trayectoria profesional muy prolífica, y con amplia presencia internacional.

## Formación académica
Estudió Historia en la Universidad de Sevilla, donde se licenció con la especialidad de Historia Antigua en 1990. Después continuó los estudios de doctorado y realizó la tesina titulada “La familia en el Egipto Antiguo”. Desde el año 1992 hasta el 1995 estuvo en el Instituto de Egiptología de la Universidad de Tubinga, Alemania, y en enero de 1995 se doctoró en Historia en la Universidad de Sevilla con la tesis titulada: “Representaciones de niños en las tumbas privadas de Tebas durante la XVIII dinastía en Egipto”. En 1998 inició su formación en arqueología submarina con el Instituto de Arqueología Náutica de Texas, en el Mar Rojo, en el yacimiento de Sadana Island.

## Investigación
La doctora Seco ha desarrollado una amplia actividad profesional.
Entre sus primeros trabajos de campo en España, figuran el que realizó en 1995 en un yacimiento fenicio de Cerro del Villar, Málaga, con la Dra. Eugenia Aubet de la Universidad de Barcelona; el que hizo en 1996 en Carratraca, Málaga, con la Universidad de Málaga; y el efectuado en 1997 en Sevilla con el Dr. Ramón Corzo de la Universidad de Sevilla.
En 1996, trabajó en un yacimiento arqueológico medieval de la localidad alemana de Reutlingen, con la Dra. Scholkmann de la Universidad de Tubinga, Alemania.
En Egipto ha realizado una amplia labor a lo largo de más de veinte años, cabe citar una de sus primeras excavaciones allí en 1996 en el yacimiento de Sharuna, con el Dr. Farouk Gomáa de la Universidad de Tubinga, pero luego vinieron muchas más; la excavación de 1998 en la necrópolis del Segundo y Tercer Período Intermedio en la Heracleópolis Magna con la prestigiosa egiptóloga Carmen Pérez Díe del Museo Arqueológico Nacional de Madrid; las campañas arqueológicas entre 2001 y 2004 en la pirámide romboidal así como en el templo funerario de Seneferu y templo del valle en Dahshur, con el Dr. Rainer Stadelmann del Instituto Arqueológico Alemán; y las diversas excavaciones en el templo de Amenophis III en Luxor, con la Dra. Hourig Sourouzian en las que desde el 2000 ha venido trabajando en el marco de varios proyectos.
También es una arqueóloga submarina. Se convirtió en buceadora profesional para ampliar sus conocimientos y habilidades de investigación arqueológica. Su primera incursión fue en el Mar Rojo en 1998, durante una excavación submarina en un barco hundido del siglo XVIII, con el Instituto de Arqueología Náutica de Texas. Más tarde en el 2001 organizó junto a Mourad el-Amouri una prospección arqueológica en el Mar Rojo en la zona entre el wadi Gawasis y Marsa Alam. Entre 1998 y 2002 trabajó en una excavación submarina en Alejandría en el yacimiento de Qait Bay (Pharos) con el Dr. Jean-Yves Empereur del Centro Francés de Estudios Alejandrinos (CEA). Con esta institución y también en Alejandría participó en una excavación submarina de un pecio del antiguo Imperio Romano.
El primer gran proyecto que tuvo a su cargo comenzó en el 2006 y fue en las costas de la ciudad de Tiro, en el Líbano donde tuvo a su cargo a un equipo hispano-libanés. Se trataba de un pecio fenicio con un cargamento de estatuas de terracota que estaba siendo saqueado. Este fue un proyecto de cooperación hispano-libanesa entre la DGA (Dirección General de Antigüedades Libanesa) y la Real Academia de Bellas Artes de Santa Isabel de Hungría de Sevilla. Esta investigación se ha prolongado durante varios años y ha arrojado a la luz importantes hallazgos arqueológicos.
En su trayectoria profesional, destaca también su participación en la expedición de "El Misterio del Nilo", una película documental en formato Imax, rodada entre noviembre de 2003 y julio de 2004, que recoge las vivencias y el trabajo de campo de una expedición científica viajando desde el nacimiento del río Nilo Azul (un afluente o "sector" del Nilo) hasta la desembocadura de este en el Mediterráneo. El Nilo Azul nace en Etiopía y prosigue hasta Sudán, donde se une al Nilo Blanco, el otro afluente principal del Nilo, un río cuyo recorrido por Egipto fue vital para el desarrollo de la antigua civilización egipcia. Aparte de su interés intrínseco, esta expedición fue también la primera en lograr hacer el trayecto desde el nacimiento del Nilo Azul hasta la desembocadura del Nilo, un recorrido de más de cinco mil kilómetros. Además de Myriam Seco, los otros integrantes de la expedición fueron: Pasquale Scaturro, guía de río y geofísico estadounidense, conocido por sus otros descensos por ríos peligrosos y también por subir a la cima del Everest en su faceta de alpinista; Gordon Brown, kayakista y cámara estadounidense; Mohamed Megahed, hidrólogo egipcio; Saskia Lange, periodista germano-española; y Michel L’Huillier, fotógrafo chileno-español. En la expedición, Myriam Seco se ocupó mayormente de explorar los vínculos entre antiguas civilizaciones de Etiopía, Sudán y Egipto.
Trabajó también en la exposición de “120 Años de Arqueología Española en Egipto” como coordinadora en Cairo, exposición que, inaugurada en el Museo de El Cairo en abril de 2009, fue organizada por Sociedad Estatal de Conmemoraciones Culturales (Ministerio de Cultura), la Dirección General de Política e Industrias Culturales (Ministerio de Cultura), el Instituto Cervantes  de El Cairo (Ministerio de Asuntos Exteriores y de Cooperación) y el Ministerio de Antigüedades Egipcio (MOA).
A día de hoy dirige un importante proyecto arqueológico; la excavación, restauración y puesta en valor del templo funerario de Tutmosis III, llamado el Templo de Millones de Años de Tutmosis III, en Luxor.
Este último proyecto comenzó en el año 2008 y se lleva a cabo con la Academia de Bellas Artes Santa Isabel de Hungría de Sevilla, en colaboración con el Ministerio de Antigüedades Egipcio.
El proyecto se encuentra financiado por la Fundación Botín, aunque también colabora económicamente Santander Universidades, desde el año 2013 la empresa CEMEX, desde el año 2016 la Fundación Cajasol y también desde 2018 la Fundación Gaselec. Además, cuenta con el apoyo de la Embajada de España en El Cairo. Y tiene convenios de colaboración con los departamentos de Dibujo de la Universidad de Granada, de Prehistoria y Arqueología de la Universidad de Sevilla y con la Universidad Politécnica de Cataluña.
Asimismo el proyecto mantiene un convenio con Santander Universidades y el Instituto de Egiptología de la Universidad de Tubinga, cuyo objetivo es la investigación y la realización de tesis doctorales.
Gracias a esta múltiple financiación se ha podido trabajar durante tres meses cada año para redescubrir este templo, que había sido olvidado desde los trabajos de Ricke en los años 30.

## Docencia
Es Académica correspondiente de la Real Academia de Bellas Artes Santa Isabel de Hungría de Sevilla desde 2006. Profesora invitada del máster de Dibujo de la Facultad de Bellas Artes de la Universidad de Granada, desde 2009. Es, además, profesora en el Centro de Estudios del Próximo Oriente y la Antigüedad Tardía (CEPOAT), de la Universidad de Murcia, donde imparte clases de máster.
Gracias a los convenios establecidos con la facultad de Bellas Artes de la Universidad de Granada y con el departamento de Prehistoria y Arqueología de la Universidad de Sevilla, los alumnos de posgrado pueden realizar prácticas en su yacimiento. Por otra parte, en colaboración con Santander Universidades (Banco Santander) se realizaron cursos de formación práctica y técnica in situ, que impartieron profesores de la Universidad de Granada y que estaba dirigido a los inspectores del Ministerio de Antigüedades, para fomentar así la cooperación cultural entre Egipto y España.
En 2022 participó en la campaña de divulgación científica Join US de la Universidad de Sevilla con una pieza audiovisual sobre la excavación arqueológica del Templo de Tutmosis III en Luxor (Egipto).

## Publicaciones

### Libros
- Representaciones de niños en la tumbas tebanas durante la XVIII dinastía, KOLAIOS 6. Sevilla 1997. ISBN 84-922394-7-6.
- La colección egipcia de la Universidad Hispalense. Sevilla 2000. ISBN 84-89777-98-5.
- Los Templos de Millones de Años en Tebas, Granada 2015. (Ed.) Myriam Seco Álvarez y Asunción Jódar Miñarro
- Tutankhamón en España: Howard Carter, el duque de Alba y las conferencias de Madrid 2017 (ed.) fundación José Manuel Lara. Myriam Seco Álvarez y Javier Martínez Babón. ISBN 9788415673644.

### Publicaciones
Entre sus publicaciones más destacadas, que pueden consultarse en www.egiptologia.net/insitu, se encuentran:
- “Representation de groupes familiaux à l’ancien empire”. Egyptian Museum Collections around the World, Vol. I, Cairo 2002, pp. 26-30.
- “Resultados tras la primera campaña de prospección submarina en la costa del Mar Rojo: Wadi Gawasis – Marsa Alam”, 2002.
- Catálogo de la exposición de “120 Años de Arqueología Española en Egipto”. 2009. Autora de los capítulos dedicados a la Tumba de Sennedjem y a las excavaciones en el templo de Tutmosis III en Lúxor.

Publicaciones colectivas sobre excavaciones:
- “Three Seasons of Work at the Temple of Amenhotep III at Kom El Hettan: Part II”. Annales du Service d’Antiquité Égyptienne 80, pp. 367-399. VVAA
- “Mission de recherches geo-archeologiques a Tyr (Liban). Annee 2002 Geomorphologie littorale et archeologie sous-marine”, BAAL VII, pp. 91-110. VVAA

### Artículos
- Latest news about the work of investigation in the Temple of Millions of Years of the pharaoh Thutmose III in Qurna, The Temples of Millions of Years in Thebes (Granada 2015), pp. 101-133.
- Second and Third Campaigns of the Egyptian-Spanish project at the Mortuary Temple of Thutmosis III in Luxor West Bank (2009 and 2010), Myriam Seco Álvarez and others, ASAE 86 (2012), pp. 329-395.
- Middle Kingdom tombs beneath the Temple of Millions of Years, EA 47 (2015) M. Seco Álvarez y J. Martínez Babón, pp. 27-30.
- The Henket-ankh Temple of Thutmosis III in Luxor West Bank: Five years of intervention, From the Delta to the Cataract, Studies dedicated to Mohamed el-Bialy, Leiden-Boston 2015, pp. 240-253.
- Thutmosis III Temple of Millions of Years and the Mud Brick Marks: Conservation and first conclusions, Lingua Aegyptia 16, en Non-Textual Marking Systems in Ancient Egypt (and Elsewhere), Hamburg 2015, M. Seco Álvarez y A. Gamarra Campuzano, pp. 59-67.
- A Ramesside Building in the Temple of Millions of Years of Thutmose III in Luxor, SAK 44 (2015), M. Seco Álvarez y J. Martínez Babón. pp. 383-391 y pls. 47-52.
- Jewelry found in the 12th Dynasty Tomb at Luxor, KMT 262 (2015), M. Seco Álvarez y J. Martínez Babón, pp. 35-41.
- Foundation Deposit in the Temple of Millions of Years of Thutmose III in Luxor, Memnonia XXV (2014), M. Seco Álvarez y J. Martínez Babón, pp. 157-167.
- The Temple of Millions of Years of Tuthmosis III, Egyptian Archaeology 44 (2013), pp. 21-25.
- Últimos descubrimientos en el proyecto de excavación, restauración y puesta en valor del templo funerario de Tutmosis III en la orilla oeste de Luxor, en Novos trabalhos de Egiptologia Ibérica. IV Congreso Ibérico de Egiptología, Vol. II, (Lisboa 2012), pp. 1065-1075.
- Trabajos arqueológicos en el Templo de Millones de Años del faraón Tutmosis III en Luxor: campañas 2008-2011, DJESER n.º 4 (2012), Revista de Arte, Arqueología y Egiptología, pp. 64-73.  http://www.centroelba.es/Revista.aspx?Revista_id=8
- First Season of the Egyptian-Spanish project at the Funerary Temple of Thutmosis III in Luxor, Myriam Seco Álvarez y otros, ASAE 84 (2010), pp. 1-35.
- Egyptian-Spanish Project at The Funerary Temple of Thutmosis III in Luxor West Bank: The results of two seasons, Myriam Seco Álvarez and others, Memnonia cahier supplementaire n.º 2 (2012), pp. 59-71.

– Los capítulos dedicados a la Tumba de Sennedjem y a las excavaciones en el templo de Tutmosis III en Luxor del catálogo de la exposición de “120 Años de Arqueología Española en Egipto”, publicados en 2009.
- Recientes descubrimientos en el Templo Funerario de Tutmosis III, Boletín de Bellas Artes n.º 37, pp. 510-520.
- Marine archaeological intervention on a looted shipwreck a few kilometres offshore Tyre-Lebanon 2006-2010, BAAL Hors-Série VII.
- Shipwreck investigations in the waters of Tyre, BAAL 14 (2010), 103-129. Varios autores: M Seco Álvarez e Ibrahim Noureddine.
- Representation de groupes familiaux à l’ancien empire” Egyptian Museum Collections around the World, Vol. I, Cairo 2002, pp. 26-30.
- Resultados tras la primera campaña de prospección submarina en la costa del Mar Rojo: Wadi Gawasis – Marsa Alam”, 2002.

## Premios
- Premio Manuel Alvar de Estudios Humanísticos 2017 por el ensayo “Tutankhamón en España: Howard Carter, el duque de Alba y las conferencias de Madrid”, una obra conjunta de Myriam Seco Álvarez y Javier Martínez Babón.
- Premio a uno de los diez mejores descubrimientos en Egipto durante su campaña en 2016, otorgado por la revista Luxor Times reconoce el descubrimiento del cartonaje colorido del «sirviente de la Casa Real», llamado Amon Renef, y que fue hallado en el templo de Millones de Años de Tutmosis III (1490-1436 a. C.)[7]
- Distinción conmemorativa como uno de los miembros de la I Edición de “100 Españoles”, Marca España 2014.